# Savignac-de-Duras
Savignac-de-Duras – miejscowość i gmina we Francji, w regionie Nowa Akwitania, w departamencie Lot i Garonna.
Według danych na rok 1990 gminę zamieszkiwało 217 osób, a gęstość zaludnienia wynosiła 15 osób/km² (wśród 2290 gmin Akwitanii Savignac-de-Duras plasuje się na 960. miejscu pod względem liczby ludności, natomiast pod względem powierzchni na miejscu 789.).